# Seramgråfågel
Seramgråfågel (Edolisoma amboinense) är en fågel i familjen gråfåglar inom ordningen tättingar.

## Utbredning och systematik
Seramgråfågel förekommer i södra Moluckerna, som namnet avslöjar på Seram, men även på Buru, Ambon och Seram Laut sydost om Seram. Den behandlas som monotypisk, det vill säga att den inte delas in i några underarter. Arten inkluderades tidigare i Edolisoma tenuirostre, men urskildes 2024 som egen art baserat på skillnader i genetik, läten och utseende.

### Släktestillhörighet
Den liksom flertalet taxa placerades tidigare i Coracina, men DNA-studier visar att det släktet är parafyletiskt visavi drillfåglarna i Lalage.

## Status
IUCN urskiljer den inte som egen art, varför dess hotstatus ej bestämts.